# Luís José de Almada
Luís José de Almada (? – 21 de Dezembro de 1735), 10.º conde de Avranches, (13.º senhor dos Lagares d´El-Rei), (8.º senhor de Pombalinho).
Era comendador de Vimioso e de São Miguel de Acha na Ordem de Cristo, e assim como, em Março de 1732, através da mão d´El-Rei teve igualmente a comenda de Proença-a-Velha por estar vaga por morte de seu pai.
Foi camareiro-mor e como mestre-sala, ao serviço de El-Rei Dom João V e a seu pedido, foi mandado viajar pela Europa para melhor aprender as "pragmáticas" desse cargo.
Foi diplomata, do Conselho de Sua Majestade e militar.
Acompanhou o Marquês de Alegrete na vinda de Portugal da rainha Ana de Áustria. Assim como passou foi à Alemanha por ordem do rei D. Pedro II na companhia de Marquês de Arronches quando ele era ali embaixador.
Serviu na guerra no mar e na terra. Foi capitão-tenente de uma fragata e, ascendendo ao posto Capitão de Mar e Guerra, comandou um navio na ocasião da Aliança de Portugal com a França, em 1701, para reconhecimento do Duque de Anjou como rei de Espanha. Serviu como mestre de campo de infantaria do Terço da cidade do Porto, posto que serviu na guerra

## Dados genealógicos
Luís José de Almada, morreu em 21 de Dezembro de 1735, sendo sepultado no dia seguinte na capela de S. Fulgêncio, na Igreja da Graça (Lisboa), tal como seus antepassados desde o tempo de Lopo Soares de Alvarenga.
Filho de:
- Lourenço de Almada (9.º conde de Avranches) (12.º senhor dos Lagares d' El-Rei) (7.º senhor de Pombalinho) e de Catarina Henriques, filha de João de Almeida, o Formoso, alcaide-mor de Loures e Alcobaça e de Violante Henriques.

Casou duas vezes:
1.ª vez, em 18 de Fevereiro de 1703, com:
- Francisca Josefa de Távora, nasceu em 1689,[9] sepultada 21 de Julho de 1712, na capela de S. Fulgêncio, na Igreja da Graça (Lisboa), tal como seu marido.[10]

Era filha de Tristão António da Cunha (que morreu em vida de seu pai, Manuel da Cunha, Veador da Rainha Maria Francisca de Sabóia e senhor do morgado de Paio Pires) e de Leonor Tomásia de Távora (filha de Luís Álvares de Távora, 1.º Marquês de Távora).
Tiveram:
- Lourenço de Almada, 14.º senhor dos Lagares d' El-Rei, 9.º senhor de Pombalinho, nascido a 20 de Setembro de 1705 e casado com sua prima Maria da Penha de França de Mendonça, filha de Tristão de Mendonça, comendador de Avanca.
- Maria Josefa de Távora, Dama do Paço,[12] (ao serviço da rainha[13][14], camarista do infante D. Pedro[15]), nascida a 2 de Novembro de 1709 e falecida a 31 de Julho de 1731,[15] nos Lagares.[16]
- Leonor Josefa de Távora, dama de honor da rainha D. Maria Ana de Áustria (novembro de 1725[17]),[18] nascida a 2 de Fevereiro de 1711 e que casou em 4 de Fevereiro de 1739 com seu primo direito, Lourenço Gonçalves da Câmara Coutinho, almotacé-mor do reino, filho primogénito de João Gonçalves da Câmara Coutinho,[19][20] igualmente almotacé-mor do reino, comendador das comendas de Santiago de Ronfe, São Salvador de Maiorca e de Santa Maria de Bobadela na Ordem de Cristo.[18] Com geração.[21]
- José de Almada, nascido em 20 Janeiro de 1712, moço fidalgo[22]), que foi capitão de Infantaria.[15] de um dos regimentos da da corte[23]

.
2.ª vez, em 1715, com:
- Violante Maria Antónia de Portugal, sua prima direita, falecida a 10 de Outubro de 1730 e sepultada dois dias depois na capela de S. Fulgêncio, na Igreja da Graça (Lisboa), tal como este seu marido.[10]

Ela era, antes de também casar de novo, viúva de João Sanches de Baena e Farinha, moço-fidalgo da Casa Real, de quem tinha geração, e era filha do irmão de Pedro de Almeida, 1.º conde de Assumar) que era Luís de Almeida Portugal, o Manteigas, 1.° alcaide mor de Borba, "que serviu na guerra como capitão de cavalos", e de Maria Josefa de Melo Côrte-Real. por sua vez filha do 1.º Conde das Galveias, Dinis Melo e Castro.
Tiveram:
- Francisco José de Almada, nascido em Lisboa a 31 de Dezembro de 1716 e e falecido em 1794, cavaleiro professo da Ordem de Cristo[27] e tendo frequentado as aulas de Cânones da Universidade de Coimbra[28] e foi tenente-coronel[2] do Regimento Primeiro da Armada.[29] Sem geração[30].
- Antão de Almada, 15.º senhor de Lagares d' El-Rei, nascido a 19 de Abril de 1718, casado com Violante Josefa de Almada Henriques, 10ª senhora de Pombalinho, herdeira.
- Diniz de Almada, 15 de Março de 1720  e faleceu menino[31]
- Diniz de Almada, nascido a 15 de Maio de 1728,[31] que foi recebido na Ordem de Malta,[2] foi Arcediago de Braga e beneficiado na Sé da Guarda, na Colegiada de Torres Vedras e na Colegiada do Arrabalde da Vila de Sintra. Sem geração[32]
- Ana Ludovina de Almada e Portugal (Lisboa, 15 de Junho de 1722 - Ajuda, 24 de Fevereiro de 1790), casada a 1.ª vez em 1748 com Marco António de Azevedo Coutinho, Secretário de Estado (1.º ministro). Sem geração[33]. E a 2.ª vez, em 22 de Abril de 1754, com Manuel de Saldanha de Albuquerque e Castro, 1.º conde da Ega,[34] Governador e Capitão-General da Ilha da Madeira. Com geração.
- Ângela Joaquina de Almada e Portugal, nascida a 12 Outubro de 1723,[31] recolhida no Mosteiro da Encarnação de Lisboa.
- Luísa de Almada, que nasceu em 17 de Setembro de 1725,[31] em Condeixa,[35] e faleceu de curta idade a 13 de Março de 1731.
- Catarina Henriques de Almada, nascida a 2 de Abril de 1727, recolhida no Mosteiro da Encarnação de Lisboa.

## Controvérsia
Segundo alguns, não foi conde de Avranches ou Abranches, tal como tinham sido seus antepassados, apesar de representar a varonia Vaz de Almada e Abranches e o respectivo título nobiliárquico.